# Julian (film)
Pour les articles homonymes, voir Julian.
Pour plus de détails, voir Fiche technique et Distribution.
Julian est un court métrage australien écrit et réalisé par Matthew Moore et sorti en 2012.

## Synopsis
L'action du film se déroule en 1981. Tourné dans une salle de classe, il explore une journée d'un enfant de neuf ans, Julian Assange.

## Distribution
- Ed Oxenbould
- Leon Ford (en)
- Morgana Davies
- Joseph Famularo
- Will Cottle
- Christopher Stollery (en)
- Catherine Moore

## Prix et récompenses
Julian a remporté le Prix spécial du jury au Flickerfest, l'Ours de cristal au Festival international du film de Berlin et un AACTA Award du meilleur court métrage de fiction. L'acteur principal, Ed Oxenbould, a été nommé pour un AACTA du meilleur jeune acteur.